# ان‌جی‌سی ۳۴۸
ان‌جی‌سی ۳۴۸ (انگلیسی: NGC 348) نام یک کهکشان مارپیچی در صورت فلکی سیمرغ است.